# Valley (Germania)
Valley è un comune tedesco di 2 949 abitanti, situato nel land della Baviera. Dal paese prende nome un ramo della celebre famiglia dei Conti d'Arco.

## Gemellaggio
Valley è gemellata con il paese italiano di Fontanella, in Lombardia. Le delegazioni dei due paesi si incontrano regolarmente ogni anno, generalmente nel mese di maggio.